# Blood (альбом In This Moment)
| Оценки критиков      | Оценки критиков |
| Источник             | Оценка          |
| -------------------- | --------------- |
| The Boston Phoenix   | [ 6 ]           |
| ashladan.be          | [ 7 ]           |
| Under The Gun Review | 7/10            |

Blood — четвёртый студийный альбом американской металкор-группы In This Moment, вышедший 14 августа 2012 года на лейбле Century Media Records. В отличие от предыдущих альбомов группы, в нём изменено звучание, исчезли многие традиционные элементы металкора в сторону электронных семплов и других экспериментов.

## Переиздание
Издание делюкс с бонусным диском ремиксов вышло 14 декабря 2012 года. Издание iTunes содержит бонус-композицию «Closer (Nine Inch Nail cover)». Blood был переиздан в Европе 31 мая 2013 года с подзаголовком Reissue & Bonus.
В третий раз альбом был переиздан 21 января 2014 года под названием Blood (Special Edition). Специальное издание включало в себя концертный DVD под названием Blood at the Orpheum, который был снят 21 мая 2013 года в Orpheum Theater в Мэдисоне. Это первый концерт группы, вышедший на DVD.

## Список композиций
| №                   | Название              | Автор(ы)                                       | Длительность |
| ------------------- | --------------------- | ---------------------------------------------- | ------------ |
| 1.                  | «Rise With Me»        | Maria Brink, Christopher Howorth, Kevin Churko | 2:07         |
| 2.                  | «Blood»               | Brink, Howorth, Churko, Kane Churko            | 3:27         |
| 3.                  | «Adrenalize»          | Brink, Howorth, Churko, Mitchell Marlow        | 4:15         |
| 4.                  | «Whore»               | Brink, Howorth, Churko                         | 4:05         |
| 5.                  | «You’re Gonna Listen» | Brink, Howorth, Churko, Churko                 | 3:43         |
| 6.                  | «It Is Written»       | Brink, Howorth, Churko                         | 0:30         |
| 7.                  | «Burn»                | Brink, Howorth, Churko, Marlow                 | 4:44         |
| 8.                  | «Scarlet»             | Brink, Howorth, Churko                         | 3:50         |
| 9.                  | «Aries»               | Brink, Howorth, Churko                         | 0:41         |
| 10.                 | «From The Ashes»      | Brink, Howorth, Churko                         | 4:26         |
| 11.                 | «Beast Within»        | Brink, Howorth, Churko, Churko                 | 3:49         |
| 12.                 | «Comanche»            | Brink, Howorth, Churko, Churko                 | 3:17         |
| 13.                 | «The Blood Legion»    | Brink, Howorth, Churko, Marlow                 | 4:29         |
| 14.                 | «11:11»               | Brink, Howorth, Churko                         | 4:51         |
| Общая длительность: | Общая длительность:   | Общая длительность:                            | 48:14        |

| №                   | Название                         | Длительность |
| ------------------- | -------------------------------- | ------------ |
| 15.                 | «Closer» (Nine Inch Nails Cover) | 4:50         |
| Общая длительность: | Общая длительность:              | 53:04        |

| №                   | Название                                          | Длительность |
| ------------------- | ------------------------------------------------- | ------------ |
| 15.                 | «Remember» (B-Side from A Star-Crossed Wasteland) | 4:23         |
| Общая длительность: | Общая длительность:                               | 52:37        |

| №                   | Название                                | Длительность |
| ------------------- | --------------------------------------- | ------------ |
| 1.                  | «Blood (Sluggo Remix)»                  | 3:53         |
| 2.                  | «Adrenalize (Mr. Kane Remix)»           | 3:55         |
| 3.                  | «Whore (Nikka Bling Remix)»             | 4:16         |
| 4.                  | «The Blood Legion (Mitch Marlow Remix)» | 4:49         |
| Общая длительность: | Общая длительность:                     | 15:73        |

## Продажи
Альбом дебютировал на 15-м месте в чарте Billboard 200, было продано 20 000 копий. На 12 февраля 2014 года было продано более 227 000 копий альбома.